# Боско Киезануова
Бо̀ско Киезануо̀ва (на италиански: Bosco Chiesanuova; на венециански: Cesanoa, Чезаноа, на местен диалект: Nauge Kirche, Наугъ Кирхъ) е малко градче и община в Северна Италия, провинция Верона, регион Венето. Разположено е на 162 m надморска височина. Населението на общината е 3600 души (към 2015 г.).